# 郭希林
郭希林（387年—433年），武昌郡武昌县（今湖北省鄂州市）人，东晋、南朝宋隐士。
郭希林的曾祖郭翻，在晋朝就为人高尚不出仕为官。郭希林年轻时守家业，被征召为州主簿，秀才，卫军參軍，都没有出任。宋文帝元嘉初年，吏部尚书王敬弘举王弘之为太子庶子，郭希林为著作佐郎。后来又征召为员外散骑侍郎，也没有出任。元嘉十年（433年），郭希林去世，时年四十七岁。其子郭蒙，也是隐居不仕。宋明帝泰始年间，郢州刺史蔡興宗征辟郭蒙为主簿，他没有出任。